# Жлобин-Сортувальний
Жло́бин-Сортувáльний (біл. Жло́бін-Сартыравáльны) — сортувальна залізнична станція Гомельського відділення Білоруської залізниці на перетині електрифікованої магістральної лінії Мінськ — Гомель та неелектрифікованої лінії Могильов — Жлобин.
Розташована в однойменному місті Гомельської області. Станція Жлобин-Сортувальний входить до складу Жлобинського залізничного вузла разом зі станціями Жлобин-Північний, Жлобин-Західний та Жлобин-Подільський.
На станції знаходиться локомотивне депо ТЧ-10 «Жлобин-Сортувальний».

## Історія
Перша згадка про відкриття регулярного руху на ділянці Лібаво-Роменської залізниці від Бобруйська до Гомеля протяжністю 141,81 верст вантажих поїздів з 16 листопада 1873 року, а пасажирських поїздів з 17 листопада 1873 року міститься у Повідомленні від 20 листопада 1873 року № 320 сенатора Селіфонтова військовому міністру з розсилкою копій цього документа на адресу Міністра внутрішніх справ та Міністра фінансів.
20 березня 1930 року дільниці Могильов — Жлобин, Могильов — Кричев I — Рославль I та Могильов — Осиповичі передані Західній залізниці із виключенням зі складу Московсько-Білорусько-Балтійської залізниці.
Після Другої світової війни, в ході відновлювальних робіт усувалися наявні недоліки у пристроях залізничного господарства і спорудах. Все відновлювали за новими, більш досконалим схемами і проєктами. На Жлобинському залізничному вузлі змінено розташування сортувального та приймально-відправного парку, збільшена корисна довжина станційних колій для прийому багатосоставних вантажних поїздів.
19 вересня 2013 року завершена електрифікації дільниці Бобруйськ — Жлобин.
28 вересня 2013 року введена в експлуатацію електрифікована дільниця Осиповичі I — Жлобин, яку відкривав перший електропоїзд «Stadler» регіональних ліній ЕПр-004.
У січні 2016 року закінчена електрифікація та введена в експлуатацію МПЦ і АЛСО на дільниці Жлобин — Буда-Кошельовська.
2 травня 2016 року на дільниці Жлобин — Гомель розпочата експлуатація контактної мережі, а також рух електропоїздів ЕР9Е та ЕР9Т.